# Kent Nikolajsen
Kent Nikolajsen (født 31. marts 1970 i Esbjerg, død 10. januar 2019 i Ringsted) var en dansk journalist, tidligere tv-vært og adminstrerende direktør for Metronome Productions.
Nikolajsen blev student fra Esbjerg Gymnasium og HF i 1989. Efter at have lavet lokal-tv i Esbjerg debuterede han professionelt som nyhedsvært på TV Syd og kom senere til TV 2/Bornholm og TV 2/Fyn inden han i 1995 blev ansat som sportsreporter i DR. Senere blev han vært på DR Sporten og i 2001-2002 på Rene Ord for Pengene. Siden 2005 har han været ansat hos Metronome, først som producent og siden 2007 som programchef. I 2009 blev han vicedirektør. I august 2013 blev han administrerende direktør for selskabet, som i dag hører under Shine Endemol Gruppen.
Kent fik konstateret spiserørscancer i sommeren 2018. Han døde 10. januar 2019, og efterlader sig kone og tre børn.